# Krungthep-Brücke
Die Krungthep-Brücke (Thai: สะพานกรุงเทพ, Aussprache: [sà.pʰaːn kruŋ.tʰêːp], Deutsch: Bangkok-Brücke) ist eine Klappbrücke über den Mae Nam Chao Phraya (Chao-Phraya-Fluss) vom Khet (Bezirk) Thonburi zum Khet Bang Kho Laem in Bangkok, Thailand.
Der Bau der Krungthep-Brücke wurde am 31. Oktober 1954 begonnen und am 24. März 1959 abgeschlossen; die offizielle Eröffnung erfolgte am 25. Juni 1959. Sie ist damit die zweite Brücke über den Chao Phraya in Bangkok und kostete rund 31 Millionen Baht. Vier Fahrbahnen und ein Fußgängerübergang können benutzt werden. Die Länge über alles liegt bei etwas mehr als 626 Metern, die längste Spannweite ist 64 Meter bei einer maximalen Tiefe von 7,5 Metern.
Häufige Verkehrsstaus führten zum Bau der unmittelbar benachbarten Rama-III.-Brücke, die 1999 eröffnet worden ist.